# Phthiridium ceylonicum
Phthiridium ceylonicum är en tvåvingeart som först beskrevs av Oskar Theodor 1967.  Phthiridium ceylonicum ingår i släktet Phthiridium och familjen lusflugor.
Artens utbredningsområde är Sri Lanka. Inga underarter finns listade i Catalogue of Life.